# (37925) 1998 FL114
1998 FL114 (asteroide 37925) é um asteroide da cintura principal. Possui uma excentricidade de 0.13388190 e uma inclinação de 11.31172º.
Este asteroide foi descoberto no dia 31 de março de 1998 por LINEAR em Socorro.